# Wereldbeker bobsleeën 2006/2007
De wereldbeker bobsleeën in het seizoen 2006/2007 begon op 27 november 2006 en eindigde op 25 februari 2007. De bobsleecompetitie bestond zowel voor de vrouwen als voor de mannen uit acht wedstrijden. De wereldbeker wordt georganiseerd door de FIBT.
Bij de mannen won de Amerikaanse piloot Steven Holcomb in de tweemansbob de wereldbeker. Bij de viermansbob was dit de Rus Jevgeni Popov. Bij de vrouwen ging de beker naar de Duitse Sandra Kiriasis.
De vierde wereldbekerwedstrijd in Cortina d'Ampezzo gold voor de Europese deelnemers tevens als het Europees kampioenschap.

## Mannen

### Tweemansbob

#### Uitslagen
| Datum            | Plaats                       | Eerste                                                                               | Tweede                                           | Derde                                                                    |
| ---------------- | ---------------------------- | ------------------------------------------------------------------------------------ | ------------------------------------------------ | ------------------------------------------------------------------------ |
| 1 december 2006  | Calgary Canada               | Duitsland André Lange Kevin Kuske                                                    | Verenigde Staten Steven Holcomb Brock Kreitzburg | Canada Pierre Lueders Lascelles Brown Zwitserland Ivo Rüegg Cedric Grand |
| 8 december 2006  | Park City Verenigde Staten   | Duitsland André Lange Kevin Kuske                                                    | Verenigde Staten Steven Holcomb Brock Kreitzburg | Canada Pierre Lueders Lascelles Brown                                    |
| 16 december 2006 | Lake Placid Verenigde Staten | Duitsland André Lange Kevin Kuske                                                    | Verenigde Staten Steven Holcomb Brock Kreitzburg | Canada Pierre Lueders Lascelles Brown                                    |
| 13 januari 2007  | Cortina d'Ampezzo Italië     | Verenigde Staten Steven Holcomb Brock Kreitzburg                                     | Canada Pierre Lueders David Bissett              | Tsjechië Ivo Danilevic Roman Gomola                                      |
| 20 januari 2007  | Igls Oostenrijk              | Canada Pierre Lueders Lascelles Brown                                                | Duitsland Karl Angerer Marc Kuehne               | Zwitserland Daniel Schmid Thomas Lamparter                               |
| 10 februari 2007 | Cesana Torinese Italië       | Zwitserland Ivo Rueegg Cedric Grand Verenigde Staten Steven Holcomb Curtis Tomasevic |                                                  | Oostenrijk Wolfgang Stampfer Gerhard Koehler                             |
| 17 februari 2007 | Winterberg Duitsland         | Duitsland André Lange Kevin Kuske                                                    | Duitsland Matthias Hoepfner Andreas Porth        | Canada Pierre Lueders David Bissett                                      |
| 23 februari 2007 | Königssee Duitsland          | Duitsland André Lange Kevin Kuske                                                    | Duitsland Matthias Hoepfner Andreas Porth        | Canada Pierre Lueders David Bissett                                      |

#### Eindklassement
| Rang | Naam              | Punten |
| ---- | ----------------- | ------ |
| 1.   | Steven Holcomb    | 660    |
| 2.   | Pierre Lueders    | 660    |
| 3.   | André Lange       | 565    |
| 4.   | Matthias Höpfner  | 480    |
| 5.   | Ivo Rüegg         | 458    |
| 6.   | Wolfgang Stampfer | 453    |
| 7.   | Simone Bertazzo   | 408    |
| 8.   | Daniel Schmid     | 370    |
| 9.   | Patrice Servelle  | 340    |
| 10.  | Jevgeni Popov     | 332    |
| 11.  | Karl Angerer      | 321    |
| 12.  | Jürgen Loacker    | 292    |
| 13.  | Fabrizio Tosini   | 280    |
| 14.  | Jānis Miņins      | 242    |

| Rang | Naam                | Punten |
| ---- | ------------------- | ------ |
| 15.  | Ivo Danilevič       | 235    |
| 16.  | Thomas Florschütz   | 195    |
| 17.  | Aleksandr Zoebkov   | 150    |
| 18.  | Mihails Arhipovs    | 142    |
| 19.  | Martin Galliker     | 126    |
| 20.  | Mike Kohn           | 104    |
| 21.  | Edwin van Calker    | 103    |
| 22.  | Serge Despres       | 91     |
| 23.  | Dmitri Abramowitsch | 82     |
| 24.  | Stephan Bosch       | 76     |
| 25.  | Jeffrey Tocant      | 62     |
| 26.  | Lee Johnston        | 60     |
| 27.  | Nicolae Istrate     | 51     |
| 28.  | Andreas Mayrl       | 49     |

| Rang | Naam             | Punten |
| ---- | ---------------- | ------ |
| 29.  | Grayson Fertig   | 44     |
| 29.  | Mickael Serise   | 44     |
| 31.  | Edgars Maskalans | 36     |
| 32.  | Lyndon Rush      | 30     |
| 32.  | Stefan Vasilev   | 30     |
| 34.  | Michele Menardi  | 24     |
| 35.  | Miloš Veselý     | 22     |
| 36.  | Martin Wright    | 16     |
| 37.  | Steve Mesler     | 12     |
| 38.  | Dawid Kupczyk    | 7      |
| 38.  | Vincent Kortbeek | 7      |
| 40.  | Vuk Rađenović    | 4      |
| 40.  | John Jackson     | 4      |

### Viermansbob

#### Uitslagen
| Datum            | Plaats                       | Eerste                                                                        | Tweede                                                                        | Derde                                                                  |
| ---------------- | ---------------------------- | ----------------------------------------------------------------------------- | ----------------------------------------------------------------------------- | ---------------------------------------------------------------------- |
| 2 december 2006  | Calgary Canada               | Duitsland André Lange Kevin Kuske Alexander Rödiger Martin Putze              | Rusland Jevgeni Popov Roman Orechnikov Dmitry Trunenkov Dmitry Stepushkin     | Canada Pierre Lueders Lascelles Brown Ken Kotyk David Bissett          |
| 9 december 2006  | Park City Verenigde Staten   | Rusland Jevgeni Popov Dmitry Trunenkov Roman Orechnikov Dmitry Stepushkin     | Duitsland André Lange Kevin Kuske Alexander Rödiger Martin Putze              | Letland Jānis Miņins Daumants Dreiskens Ainars Podnieks Reinis Rozitis |
| 17 december 2006 | Lake Placid Verenigde Staten | Rusland Jevgeni Popov Dmitry Trunenkov Roman Orechnikov Dmitry Stepushkin     | Letland Jānis Miņins Daumants Dreiskens Ainars Podnieks Reinis Rozitis        | Italië Fabrizio Tosini Ivan Giordani Danilo Santarsiero Mirko Turri    |
| 14 januari 2007  | Cortina d'Ampezzo Italië     | Verenigde Staten Steven Holcomb Pavle Jovanovic Steve Mesler Brock Kreitzburg | Duitsland André Lange Alexander Rödiger Kevin Kuske Martin Putze              | Canada Pierre Lueders Ken Kotyk David Bissett Lascelles Brown          |
| 21 januari 2007  | Igls Oostenrijk              | Verenigde Staten Steven Holcomb Pavle Jovanovic Steve Mesler Brock Kreitzburg | Rusland Jevgeni Popov Roman Orechnikov Dmitry Truenenkov Dmitry Stepushkin    | Duitsland Karl Angerer Andreas Udvari Marc Kuehne Benjamin Mielke      |
| 11 februari 2007 | Cesana Torinese Italië       | Verenigde Staten Steven Holcomb Pavle Jovanovic Steve Mesler Brock Kreitzburg | Rusland Jevgeni Popov Dmitry Stepushkin Alexej Seliverstov Kirill Sosunov     | Duitsland André Lange René Hoppe Kevin Kuske Martin Putze              |
| 18 februari 2007 | Winterberg Duitsland         | Rusland Jevgeni Popov Roman Orechnikov Dmitry Truenenkov Dmitry Stepushkin    | Verenigde Staten Steven Holcomb Pavle Jovanovic Steve Mesler Brock Kreitzburg | Letland Jānis Miņins Daumants Dreiskens Ainars Podnieks Reinis Rozitis |
| 25 februari 2007 | Königssee Duitsland          | Canada Pierre Lueders Ken Kotyk David Bissett Lascelles Brown                 | Verenigde Staten Steven Holcomb Pavle Jovanovic Steve Mesler Brock Kreitzburg | Letland Jānis Miņins Daumants Dreiskens Ainars Podnieks Reinis Rozitis |

#### Eindklassement
| Rang | Naam              | Punten |
| ---- | ----------------- | ------ |
| 1.   | Jevgeni Popov     | 685    |
| 2.   | Steven Holcomb    | 660    |
| 3.   | Pierre Lueders    | 595    |
| 4.   | Jānis Miņins      | 585    |
| 5.   | André Lange       | 475    |
| 6.   | Ivo Rüegg         | 448    |
| 7.   | Matthias Höpfner  | 410    |
| 8.   | Fabrizio Tosini   | 383    |
| 9.   | Wolfgang Stampfer | 137    |
| 10.  | Simone Bertazzo   | 295    |
| 11.  | Daniel Schmid     | 251    |

| Rang | Naam              | Punten |
| ---- | ----------------- | ------ |
| 12.  | Karl Angerer      | 227    |
| 13.  | Ivo Danilevič     | 192    |
| 14.  | Martin Galliker   | 174    |
| 15.  | Mike Kohn         | 171    |
| 16.  | Lee Johnston      | 151    |
| 17.  | Mihails Arhipovs  | 148    |
| 18.  | Thomas Florschütz | 146    |
| 19.  | Patrice Servelle  | 129    |
| 20.  | Aleksandr Zoebkov | 125    |
| 21.  | Stephan Bosch     | 111    |
| 22.  | Edwin van Calker  | 102    |

| Rang | Naam               | Punten |
| ---- | ------------------ | ------ |
| 23.  | Dmitry Abramovitch | 92     |
| 24.  | Jürgen Loacker     | 89     |
| 25.  | Grayson Fertig     | 83     |
| 26.  | Nicolae Istrate    | 72     |
| 27.  | Lyndon Rush        | 51     |
| 28.  | Edgars Maskalans   | 44     |
| 29.  | Dawid Kupczyk      | 35     |
| 30.  | Neil Scarisbrick   | 24     |
| 31.  | Francisco Banos    | 22     |
| 32.  | Stefan Vasilev     | 20     |
| 33.  | Martin Wright      | 18     |

## Vrouwen
Bij de vrouwen werd alleen in de tweemansbob gebobt.

### Uitslagen
| Datum            | Plaats                       | Eerste                                                  | Tweede                                          | Derde                                           |
| ---------------- | ---------------------------- | ------------------------------------------------------- | ----------------------------------------------- | ----------------------------------------------- |
| 1 december 2006  | Calgary Canada               | Verenigde Staten Shauna Rohbock Valerie Fleming         | Duitsland Cathleen Martini Janine Tischer       | Duitsland Sandra Kiriasis Romy Logsch           |
| 9 december 2006  | Park City Verenigde Staten   | Verenigde Staten Shauna Rohbock Valerie Fleming         | Duitsland Cathleen Martini Janine Tischer       | Canada Helen Upperton Jennifer Ciochetti        |
| 16 december 2006 | Lake Placid Verenigde Staten | Duitsland Cathleen Martini Janine Tischer               | Canada Helen Upperton Jamie Cruickshank         | Verenigde Staten Shauna Rohbock Valerie Fleming |
| 12 januari 2007  | Cortina d'Ampezzo Italië     | Duitsland Sandra Kiriasis Romy Logsch                   | Duitsland Cathleen Martini Janine Tischer       | Canada Helen Upperton Jennifer Ciochetti        |
| 20 januari 2007  | Igls Oostenrijk              | Duitsland Sandra Kiriasis Anja Schneiderheinze Stoeckel | Verenigde Staten Shauna Rohbock Valerie Fleming | Duitsland Cathleen Martini Janine Tischer       |
| 10 februari 2007 | Cesana Torinese Italië       | Duitsland Sandra Kiriasis Anja Schneiderheinze Stoeckel | Verenigde Staten Shauna Rohbock Valerie Fleming | Duitsland Cathleen Martini Janine Tischer       |
| 17 februari 2007 | Winterberg Duitsland         | Duitsland Sandra Kiriasis Romy Logsch                   | Verenigde Staten Shauna Rohbock Valerie Fleming | Duitsland Cathleen Martini Janine Tischer       |
| 24 februari 2007 | Königssee Duitsland          | Duitsland Sandra Kiriasis Berit Wiacker                 | Verenigde Staten Shauna Rohbock Valerie Fleming | Duitsland Cathleen Martini Janine Tischer       |

### Eindklassement
| Rang | Naam                | Punten |
| ---- | ------------------- | ------ |
| 1.   | Sandra Kiriasis     | 730    |
| 2.   | Shauna Rohbock      | 710    |
| 3.   | Cathleen Martini    | 690    |
| 4.   | Helen Upperton      | 600    |
| 5.   | Maya Bamert         | 429    |
| 6.   | Jessica Gillarduzzi | 373    |
| 7.   | Amanda Stepenko     | 360    |
| 8.   | Eline Jurg          | 340    |
| 9.   | Wiktorija Tokowaja  | 334    |

| Rang | Naam               | Punten |
| ---- | ------------------ | ------ |
| 10.  | Susi Erdmann       | 305    |
| 11.  | Sabina Hafner      | 302    |
| 12.  | Isabel Baumann     | 243    |
| 13.  | Claudia Schramm    | 169    |
| 14.  | Alevtina Kovalenko | 148    |
| 15.  | Jackie Davies      | 111    |
| 16.  | Sara Sprung        | 110    |
| 17.  | Minichiello Nicola | 95     |
| 18.  | Simundson Kaillie  | 72     |

| Rang | Naam                 | Punten |
| ---- | -------------------- | ------ |
| 19.  | Karin Olsson         | 60     |
| 19.  | Silke Zeuner         | 60     |
| 21.  | Esme Kamphuis        | 48     |
| 22.  | Erin Pac             | 45     |
| 23.  | Aiva Aparjode        | 33     |
| 24.  | Manami Hino          | 27     |
| 25.  | Müssiggang Christine | 24     |
| 26.  | Pavla Fabianova      | 22     |

1983/1984 · 
1984/1985 · 
1985/1986 · 
1986/1987 · 
1987/1988 · 
1988/1989 · 
1989/1990 · 
1990/1991 · 
1991/1992 · 
1992/1993 · 
1993/1994 · 
1994/1995 · 
1995/1996 · 
1996/1997 · 
1997/1998 · 
1998/1999 · 
1999/2000 · 
2000/2001 · 
2001/2002 · 
2002/2003 · 
2003/2004 · 
2004/2005 · 
2005/2006 · 
2006/2007 · 
2007/2008 · 
2008/2009 ·
2009/2010 ·
2010/2011 ·
2011/2012 ·
2012/2013 ·
2013/2014 ·
2014/2015 ·
2015/2016 ·
2016/2017 ·
2017/2018 ·
2018/2019 ·
2019/2020 ·
2020/2021 ·
2021/2022 ·
2022/2023 ·
2023/2024 ·
2024/2025
Alpineskiën ·
Biatlon ·
Bobsleeën ·
Freestyleskiën ·
Langlaufen ·
Noordse combinatie ·
Rodelen ·
Schaatsen ·
Schansspringen ·
Shorttrack ·
Skeleton ·
Snowboarden